# Richard III (film, 2005)
Pour les articles homonymes, voir Richard III (homonymie).
Pour plus de détails, voir Fiche technique et Distribution.
Richard III est un film britannique réalisé par Maximilian Day, sorti en 2005.

## Fiche technique
- Titre original : Richard III
- Pays d'origine :  Royaume-Uni
- Année : 2005
- Réalisation : Maximilian Day
- Scénario : Max Day
- Histoire : William Shakespeare, d'après sa pièce éponyme
- Production : Maximilian Day et Jamie Martin
- Producteur exécutif : Michael Bowlby et Charlie MacDonald
- Musique : Leo Carey, Kan Lailey et Raphaella Reilly-Szostak
- Montage : Maximilian Day
- Langue : anglais
- Format : Couleur
- Genre : Drame
- Durée : 54 minutes
- Budget : 2,000 £ (estimation sur imdb)

## Distribution
- Matthew Beggs : Second Murderer
- Michael Bowlby : Lord Mayor of London
- Judy Carey : Queen Margaret
- Leo Carey : First Murderer
- Caroline Burns Cooke : Queen Elizabeth
- Richard Hawley : William, Lord Hastings
- Lily Hine et Archie Hine : Young Princes
- Zoe Hine : Mistress Jane Shore
- David Martin : Sir Richard Ratcliffe
- Jamie Martin : Richard III